# Thrawn
Thrawn (właściwie Mitth’raw’nuruodo) – postać fikcyjna z uniwersum Gwiezdnych wojen – wielki admirał, genialny strateg i taktyk o charakterystycznej niebieskawej skórze, granatowoczarnych włosach i pałających czerwonych oczach.
Jest tytułowym bohaterem książek Timothy’ego Zahna Trylogia Thrawna: (Dziedzic Imperium, Ciemna strona Mocy, Ostatni rozkaz) oraz dylogii Ręka Thrawna. Pojawił się także w trzecim sezonie serialu animowanego Star Wars: Rebelianci.

## Życiorys

### Lot Pozagalaktyczny
Thrawn był komandorem Chissańskiej Ekspansywnej Floty Obronnej. Nie zgadzał się z doktryną Chissów, mówiącą, że oni nigdy pierwsi nie mogą zaatakować, nawet jeśli zagrożenie jest realne. Thrawn często naginał tę regułę, żeby chronić swój lud. Gdy Palpatine wysłał oddział Federacji Handlowej mający zniszczyć Lot Pozagalaktyczny, Thrawn o wiele mniejszymi siłami rozbił ich. Dowódca i sługa Palpatine’a, próbował go namówić do zniszczenia Lotu Pozagalaktycznego, mimo to, Thrawn nie chciał wykonywać wrogich działań, tylko kazał Lotowi Pozagalaktycznemu zawrócić. Gdy go nie posłuchali, zaatakował statek, by go unieszkodliwić, zabijając przy okazji wielu Jedi. Dowodzący tą wyprawą mistrz Jedi, Jorus C’Baoth, zaatakował go na odległość mocą. Kapitan Dorja, dowódca floty Federacji, którą Thrawn zniszczył, zaczynał czuć do niego sympatię, wcisnął guzik odpalający rakiety na Lot Pozagalaktyczny ratując Thrawna. Dla Thrawna Lot Pozagalaktyczny był tylko pionkiem, gdyż przy okazji pomogli Thrawnowi, zakłócając umysły oficerów floty Vaagarich, potężnego ludu nomadów z Nieznanych Terytoriów, który napadał na planety plądrując je i zabierając ludność.

### Wygnanie
Chociaż Thrawn, naginając reguły, działał dla dobra Chissów, został zdegradowany i wyrzucony z Floty. Jednak kapitan Dorja, który był pod wrażeniem militarnych zdolności Thrawna, zabrał go z Nieznanych Terytoriów do przestrzeni Imperium. Thrawn wkrótce został protegowanym kilku imperialnych dostojników (w tym Wielkiego Moffa Tarkina), co pozwoliło mu na ukończenie w trybie indywidualnym Akademii Imperialnej, a potem wstąpienie do Marynarki Imperialnej, gdzie jako jedyny nie-człowiek dosłużył się stopnia Wielkiego Admirała.
Pozornie znalazłszy się w niełasce w wyniku zakulisowych działań na dworze Imperatora, wysłany został przez Palpatine’a ponownie na Nieznane Terytoria. Później działał także okazjonalnie na obszarach Imperium, będąc m.in. głównym architektem pogromu rebeliantów pod Derrą IV, pomógł także Lordowi Vaderowi osłabić przywódcę Czarnego Słońca, Xizora, organizując sprytny plan na jednego z jego vigów, również w latach 3-4 ABY prowadząc kampanię przeciwko przywódcy nieudanego zamachu stanu – admirałowi Zaarinowi. Po klęsce pod Endorem znów usunął się ze znanych obszarów Galaktyki (utrzymując jednak aż do upadku Coruscant łączność z tamtejszym rządem), aż do swojego powrotu około 9 lat po bitwie o Yavin.

### Kampania Thrawna
Imperium zastał w stanie rozpadu, rządy nad galaktyką sprawowała już Nowa Republika. Jako najwyższy stopniem oficer podjął się misji odzyskania władzy nad galaktyką, przejmując dowodzenie nad siłami ocalonymi i zebranymi przez kapitana Gilada Pellaeona. Znalazł położenie planety Wayland, gdzie mieściła się góra Tantiss z ukrytym skarbcem Imperatora. Odnalazł tam generator pola maskującego i cylindry klonujące Spaarti, a także szalonego klona mistrza Jedi, Joruusa C’Baotha. Dzięki tym trzem rzeczom, jak również dzięki talentowi strategicznemu i taktycznemu udało mu się zagrozić bezpośrednio rządom Republiki i odzyskać wiele systemów gwiezdnych.  Znalazł skuteczne zastosowanie dla generatorów pola maskującego, a także wprowadził kilka nowych taktyk walki w przestrzeni kosmicznej. Przewidział nawet sprytny plan Nowej Republiki, i wyskoczył flotą nad stoczniami Bilbringi, zaskakując Rebeliantów. Podczas tej bitwy został zamordowany przez Rukha, swojego ochroniarza rasy Noghri.

### Klon
Okazało się, że Thrawn miał klona, w swoim kompleksie na planecie Nirauan. Raz na jakiś czas udawał się tam, i ustawiał licznik przebudzenia się klona za następne 10 lat. Powtarzał swoim zaufanym współpracownikom na tamtej planecie, by 10 lat po jego śmierci spodziewali się jego powrotu. Luke Skywalker i Mara Jade znaleźli ten kompleks. Nie zamierzali zabijać jego klona, ale sama ich obecność uaktywniła mechanicznych strażników Thrawna. W czasie walki z nimi została uszkodzona ściana, przez co kompleks został zalany. Luke i Mara sami ledwo uszli z życiem i nie mieli jak uratować klona.